# 태종로 (부산)
태종로는 부산광역시 중구 중앙동7가 옛시청사거리와 영도구 동삼동 태종대앞 교차로를 잇는 부산광역시의 도로이다. 절영로와 함께 영도 동측의 도로를 담당하는 영도구의 간선도로로, 영도에서 가장 교통량이 많으며 영도의 주요 거점을 지나가는 것이 특징이다. 명칭은 인근의 태종대에서 유래하였다.

## 연혁
- 2009년 7월 8일 : 2개 이상 구·군에 걸쳐 있는 도로로 태종로를 고시[1]

## 주요 경유지
부산광역시
- 중구 - 영도구

## 노선
- 연한 파란색(■): 부산광역시도 제6101호선 구간
- 연한 분홍색(■): 부산광역시도 제63호선 구간

| 이름                          | 접속 노선                                                                         | 소재지     | 소재지          | 비고 |
| ----------------------------- | --------------------------------------------------------------------------------- | ---------- | --------------- | ---- |
| 옛시청사거리 (남포역)         | 국도 제2호선 국도 제77호선 (구덕로) 국도 제7호선 부산광역시도 제61호선 (중앙대로) | 부산광역시 | 중구            |      |
| 영도대교                      |                                                                                   | 부산광역시 | 중구            |      |
| 영도구                        |                                                                                   | 부산광역시 |                 |      |
| 대교동 교차로                 | 남항서로 태종로65번길                                                             | 부산광역시 |                 |      |
| 대교사거리                    | 부산광역시도 제6101호선 (절영로)                                                  | 부산광역시 |                 |      |
| 소방서앞 교차로               | 영선대로 꿈나무길                                                                 | 부산광역시 | 상부 영도고가교 |      |
| 봉래 교차로                   | 부산광역시도 제63호선 (대교로) 번영길 대교로2번길                                 | 부산광역시 | 상부 영도고가교 |      |
| 경남조선앞삼거리              | 봉래나루로                                                                        | 부산광역시 | 상부 영도고가교 |      |
| 부산저유소삼거리              | 부산광역시도 제66호선 (부산항대교) 해양로                                         | 부산광역시 | 상부 영도고가교 |      |
| 신한기공사앞삼거리            | 산업로                                                                            | 부산광역시 |                 |      |
| (이름 없음)                   | 일산봉로                                                                          | 부산광역시 |                 |      |
| 영도구청                      |                                                                                   | 부산광역시 |                 |      |
| 동삼삼거리                    | 동삼로                                                                            | 부산광역시 |                 |      |
| 해경 교차로                   | 동삼동로 해양로 동삼로106번길                                                     | 부산광역시 |                 |      |
| (동삼혁신지구입구)            | 동삼로                                                                            | 부산광역시 |                 |      |
| 동삼교회앞삼거리              | 와치로                                                                            | 부산광역시 |                 |      |
| 해양대삼거리 (한국해양대학교) | 해양로                                                                            | 부산광역시 |                 |      |
| 태종대온천                    |                                                                                   | 부산광역시 |                 |      |
| 태종대앞 교차로               | 전망로 감지해변길 태종로833번길 태종로836번길                                     | 부산광역시 | 종점            |      |

## 주요 건물 및 시설
- 부산영도경찰서 (부산광역시 영도구 태종로 46)
- 대교파출소 (부산광역시 영도구 태종로 81)
- 부산영도우체국 (부산광역시 영도구 태종로 89)
- 영선119안전센터 (부산광역시 영도구 태종로 115)
- 부산지방경찰청 교통순찰대 (부산광역시 영도구 태종로 159)
- 탑마트 영도점 (부산광역시 영도구 태종로 194)
- HJ중공업 (부산광역시 영도구 태종로 233)
- 봉학초등학교 (부산광역시 영도구 태종로 242)
- 청학119안전센터 (부산광역시 영도구 태종로 274)
- 청학2동주민센터 (부산광역시 영도구 태종로 394)
- 청학파출소 (부산광역시 영도구 태종로 395)
- 영도구청, 영도구보건소 (부산광역시 영도구 태종로 423)
- 세진여객 영도영업소 (부산광역시 영도구 태종로 539)
- 동삼초등학교 (부산광역시 영도구 태종로 610)
- 동삼지구대 (부산광역시 영도구 태종로 618)
- 영도희망문화회관 (부산광역시 영도구 태종로 629)
- 한국해양대학교 아치캠퍼스 (부산광역시 영도구 태종로 727)
- 태종대온천 (부산광역시 영도구 태종로 808)
- 신한여객 (부산광역시 영도구 태종로 819)